# 二反長半
二反長 半（にたんおさ なかば、1907年11月20日 - 1977年7月5日）は、日本の小説家・児童文学作家。

## 来歴
大阪府茨木市出身。本名は二反長半二郎（にたんちょう はんじろう）で、父の音蔵は「日本のアヘン王」と呼ばれた製薬業者だった。
府立茨木中卒業。1932年、法政大学高等師範部国漢科卒業。高等女学校の教師となるが、中学時代の同窓だった川端康成と大宅壮一への憧れから文筆業に転じる。
その後、寄稿していた少年雑誌の編集者の薦めで児童文学を手がけるようになり、1939年に川端・大宅・井伏鱒二・宇野浩二・小川未明・坪田譲治・豊島与志雄・村野四郎と少年文芸懇話会を結成。『少年文学』を発行し、戦時中の厳しい世相の下で児童文学の創作を続けた。
1953年、第2回小学館児童文化賞を「子牛の仲間」で受賞。
その後、日本児童文芸家協会常任理事や日本児童ペンクラブ会長を歴任。また、少年文芸懇話会の時代から戸田城聖と懇意であった関係で創価学会とも関わりを持ち、池田大作に児童文学の創作を勧めたとも言われる。また、自身も『若き池田大作』（集英社）という池田礼賛本を書いている。
1989年、第29回児童文化功労者。

## 著書
- 『大地に立つ子』（四海書房） 1941
- 『自転車と犬』（鶴書房） 1941
- 『桜の国の少年』（富士書店） 1941
- 『大山元帥』（富士書店） 1942
- 『間宮林蔵の探検』（紀元社） 1942
- 『皇国の農人 老農渡部斧松の生涯』（小学館） 1943
- 『竜の水』（桜井書店） 1943
- 『島の旗かぜ』（弘学社） 1943
- 『雪ちり撤く 小説集』（日の出書房） 1946
- 『モミノ木ノカゲ』（東京社） 1946.4
- 『愛の植林 父子二代』（學習社）1946.4
のち學習社文庫
- 『貝がらの町』（二葉書店） 1947
のち二葉文庫
- 『赤おにやしき』（大日本雄弁会講談社） 1947.9
- 『赤いまり・青いまり』（文祥堂、ひらかな童話集）  1948
- 『帰って来た船のり』（文祥堂） 1948
- 『みかん山のぬす人』（雁書房） 1948
- 『空の雲か峯の桜か』（東京一陽社） 1948
- 『リスの子の町けんぶつ 三年生の童話』（昭和出版） 1949.4
- 『アンデルセン 童話文学の王』（偕成社、偉人物語文庫） 1952
- 『伊能忠敬 測地探検の祖』（偕成社、偉人物語文庫） 1952
- 『コロンブス』（小学館、小学館の幼年絵本） 1955
- 『野口英世』（小学館、小学館の幼年文庫） 1956
- 『えらい人のおかあさん』（実業之日本社、お話博物館） 1957
- 『徳川家康 戦国平定の英雄』（ポプラ社、偉人伝文庫） 1958
- 『リンカーン』（偕成社、児童伝記全集） 1958
- 『湯川秀樹』（ポプラ社、子どもの伝記全集） 1959
- 『エジソン』（小学館、小学館の幼年文庫） 1959
- 『大阪の民話』（未来社、日本の民話） 1959
- 『ジョセフ・彦蔵の生涯 新聞の創始者』（刀江書院） 1959
- 『たのしいおまつり』（三十書房、おはなし日本） 1960
- 『名所をたずねて』（三十書房、おはなし日本） 1960
- 『聖徳太子』（あかね書房、小学生伝記全集） 1960
- 『母鳩子鳩』（刀江書院、少年少女現代文学傑作選集） 1960
- 『モコと花びら』（刀江書院、少年少女現代文学傑作選集） 1960
- 『子牛温泉』（東京創元社、少年少女カラー文庫） 1961
- 『少年少女日本伝説全集』 1 - 8（藤沢衛彦共編、東京創元社） 1961
- 『ベーブ・ルース』（ポプラ社、おはなし文庫） 1962
- 『郷土の偉人 郷土のためにつくした人びと』（あかね書房、小学生偉人全集） 1963
- 『日本名城秘話』（家の光協会、レインボウブックス） 1963
- 『松下幸之助』（盛光社、ジュニア版） 1964
- 『日本女性秘話』（家の光協会、レインボウブックス） 1964
- 『京都の民話』（未来社、日本の民話） 1965
- 『近畿の城』上（人物往来社、日本の城）  1966
- 『児童文学の展望』（大阪教育図書） 1969
- 『青桐の床屋と燕』（崙書房） 1970
- 『日本のほらふき話』（偕成社）1970[2]
- 『あすなろの星』（ポプラ社） 1971
- 『若き池田大作』（集英社） 1971
- 『りょうかんさま』（偕成社、こども絵文庫） 1972
- 『忍者かげろうの風太』（理論社） 1973
のちフォア文庫
- 『お母さんのための名作案内』（第三文明社） 1973
- 『勝海舟』（ポプラ社、世界伝記全集） 1974
- 『坂本竜馬』（あかね書房、嵐の中の日本人シリーズ） 1974
- 『天満に上がったのろし 大塩平八郎』（さ・え・ら書房、日本史の目） 1974
- 『日本伝説傑作選』（和歌森太郎共編、第三文明社） 1974
- 『日本昔話傑作選』（和歌森太郎共編、第三文明社） 1974
- 『豊臣秀吉 』（あかね書房、嵐の中の日本人シリーズ） 1975
- 『とらやんの大ぼうけん』（あかね書房、新作絵本 日本の民話） 1977.2
- 『戦争と日本阿片史 阿片王二反長音蔵の生涯』（すばる書房） 1977.8：父・音蔵の生涯と、彼が関わった戦前期のアヘン製造の記録
- 『二反長半作品集』（集英社） 1979.7
- 『いつ また あう』（盛林堂） 2017.8：久生十蘭が『りぼん』1957年9 - 10月号に連載しかけたものを、久生の死後、二反長半が1957年12月号から1958年9月号まで連載して完成）

## 翻訳・再話
- 『家なき子』（マロー、三十書房、新児童文庫） 1952
- 『母をたずねて』（アミーチス、同和春秋社、世界名作童話） 1954
- 『黒いチューリップ』（ア・デュマ、同和春秋社、世界少年少女名作選集） 1958
- 『アンクル・トム物語』（ストウ夫人、東光出版社、新選世界名作選集） 1958
- 『あらしの中の兄妹』（エッセンバッハ、偕成社、世界少女名作全集） 1959
- 『みずうみの美人』（ウォター・スコット、東西五月社、少女世界名作全集） 1960
- 『ふるさとの歌』（オルコット、 岩崎書店、オルコット少女名作全集） 1961